# Giacomo Stewart (conte di Moray)
Giacomo Stuart, Conte di Moray (1531 – Linlithgow, 23 gennaio 1570), era il figlio naturale di re Giacomo V di Scozia e della sua amante, lady Margaret Erskine. Era il fratellastro di Maria Stuarda, regina di Scozia, figlia di Giacomo V e di Maria di Guisa, e fu reggente del nipote Giacomo VI di Scozia.
Quando nacque sua madre era sposata, dal 1527, con Sir Robert Douglas di Lochleven, che fu ucciso nella battaglia di Pinkie Cleugh.

## A capo dei protestanti

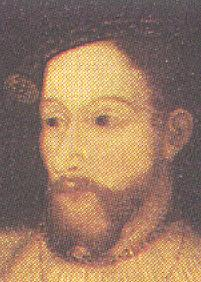
Giacomo V di Scozia

Giacomo fu tra i nove commissari scozzesi mandati da Maria di Guisa in Francia nel 1558 per intraprendere le trattative matrimoniali tra la regina di Scozia e il delfino Francesco, futuro re di Francia e figlio di Enrico II di Francia.
A capo dei protestanti scozzesi, firmò il 27 febbraio 1560 il trattato di Berwick, che invitava gli inglesi a intervenire in Scozia per difenderli dalle cattoliche truppe francesi della reggente Maria di Guisa. Le truppe inglesi allora intervennero assediando Leith, occupata dalla regina reggente e dalle sue truppe. La pace fu ristabilita con il trattato di Edimburgo, concluso il 6 luglio 1560: esso prevedeva che sia le truppe inglesi sia le truppe francesi si ritirassero dalla Scozia, inoltre che Maria e suo marito Francesco rinunciassero all'uso dello stemma inglese, riconoscendo il titolo di regina d'Inghilterra alla protestante Elisabetta I d'Inghilterra.
Quando morì Maria di Guisa, la Scozia venne governata da un regime protestante del quale facevano parte John Knox e Giacomo. Il paese era quindi diventato protestante.

## Matrimonio e discendenza
Nel 1562 nella cattedrale di Saint Giles a Edimburgo fu celebrato il matrimonio tra Giacomo e Agnes Keith.
La coppia ebbe tre figlie:
- lady Elizabeth Stewart (1569-1591);
- lady Annabel (?-1572 ?);
- lady Margaret (1569-1586).

## Sodalizio con Maria Stuarda

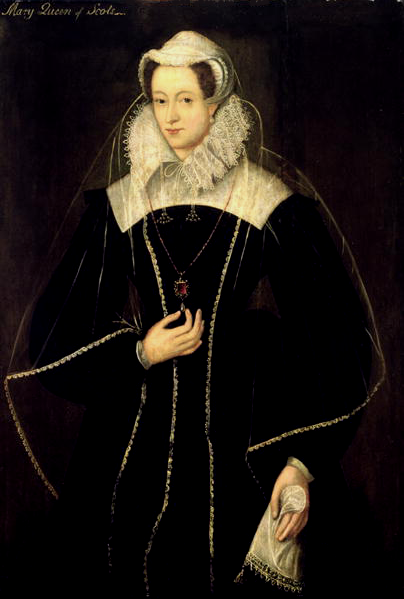
Maria Stuarda, regina di Scozia

La regina Maria, in Francia da quando era bambina, era praticamente straniera in Scozia. Rimasta vedova e volendo far ritorno nel proprio regno, Giacomo fu mandato in Francia ad accordarsi con la sorellastra sulle condizioni del suo rientro: Maria si rifiutò di rinunciare alla fede cattolica ma ottenne di poter celebrare solo privatamente la messa; rinunciò però a far ritorno con una scorta armata e riconobbe la Scozia come paese protestante. Come gesto di conciliazione, Maria conferì al fratello il titolo di conte di Moray.
Nei primi tempi dopo il suo arrivo, Maria si appoggiò al fratellastro per ogni questione di governo.
La Scozia era lacerata da continue lotte interne tra le varie famiglie. L'irrequietezza nel nord dovuta a sir Huntly e alla famiglia Gordon spinsero Giacomo e Maria ad agire per ristabilire l'ordine. Nella battaglia sir Huntly morì. Il corpo, imbalsamato, fu sottoposto a processo da parte del parlamento che lo condannò per tradimento ed espropriò terre e titoli alla famiglia.

## Fuga in Inghilterra
Il sodalizio tra i fratellastri Stuart cessò quando la regina decise di voler sposare il cugino Enrico Stuart, Lord Darnley, il quale si dichiarò - proprio al fratellastro di Moray, Roberto Stuart - contrario alla presenza di così vasti possedimenti nelle mani di Giacomo.
Al principio di aprile 1565 Giacomo si ritirò dalla corte, tramando per evitare il matrimonio. Intorno a lui altri nobili, come Knox e gli Hamilton si riunirono in quanto ostili a Darnley e alla sua famiglia (i Lennox).
Per essersi rifiutato di comparire dinnanzi alla regina per spiegare il suo comportamento, il 6 agosto Giacomo fu dichiarato fuori legge e i suoi possedimenti sequestrati. La regina marciò inoltre con il suo esercito volto a debellare il fratellastro e gli altri ribelli. Moray chiese aiuto a Elisabetta che gli offrì asilo politico. Giacomo si ritirò così a Newcastle, in attesa di poter tornare in Scozia in tempi migliori.

## Ritorno in Scozia
Tra i cospiratori dell'assassinio di Davide Rizzio, consigliere e confidente della regina di Scozia, vi fu anche Giacomo, oltre a Enrico Darnley. Il delitto avvenne il 9 marzo 1566. Tuttavia, Maria promise in seguito il perdono alla maggior parte dei cospiratori, ciò che indusse Giacomo a tornare a Edimburgo. I fratelli quindi si riappacificarono.
A fare i nomi dei cospiratori alla regina fu proprio suo marito Darnley e il risentimento dei nobili coinvolti nei suoi confronti rimase nonostante il perdono reale. Il 10 febbraio 1567 avvenne l'assassinio del re, voluto probabilmente anche da Giacomo.
Nel clima di profonda confusione che l'assassinio di Darnley creò alla corte e nel paese, Giacomo decise di partire per Londra nell'aprile del 1567. Intanto Maria sposò Bothwell, l'uomo maggiormente accusato della morte di Darnley. Il matrimonio scatenò una ribellione armata tra le forze reali e quelle dei nobili che si concluse con l'imprigionamento della regina nel castello di Locheven (il cui proprietario era William Douglas, fratellastro di Giacomo) e con la sua abdicazione a favore del figlio Giacomo.

## Reggenza

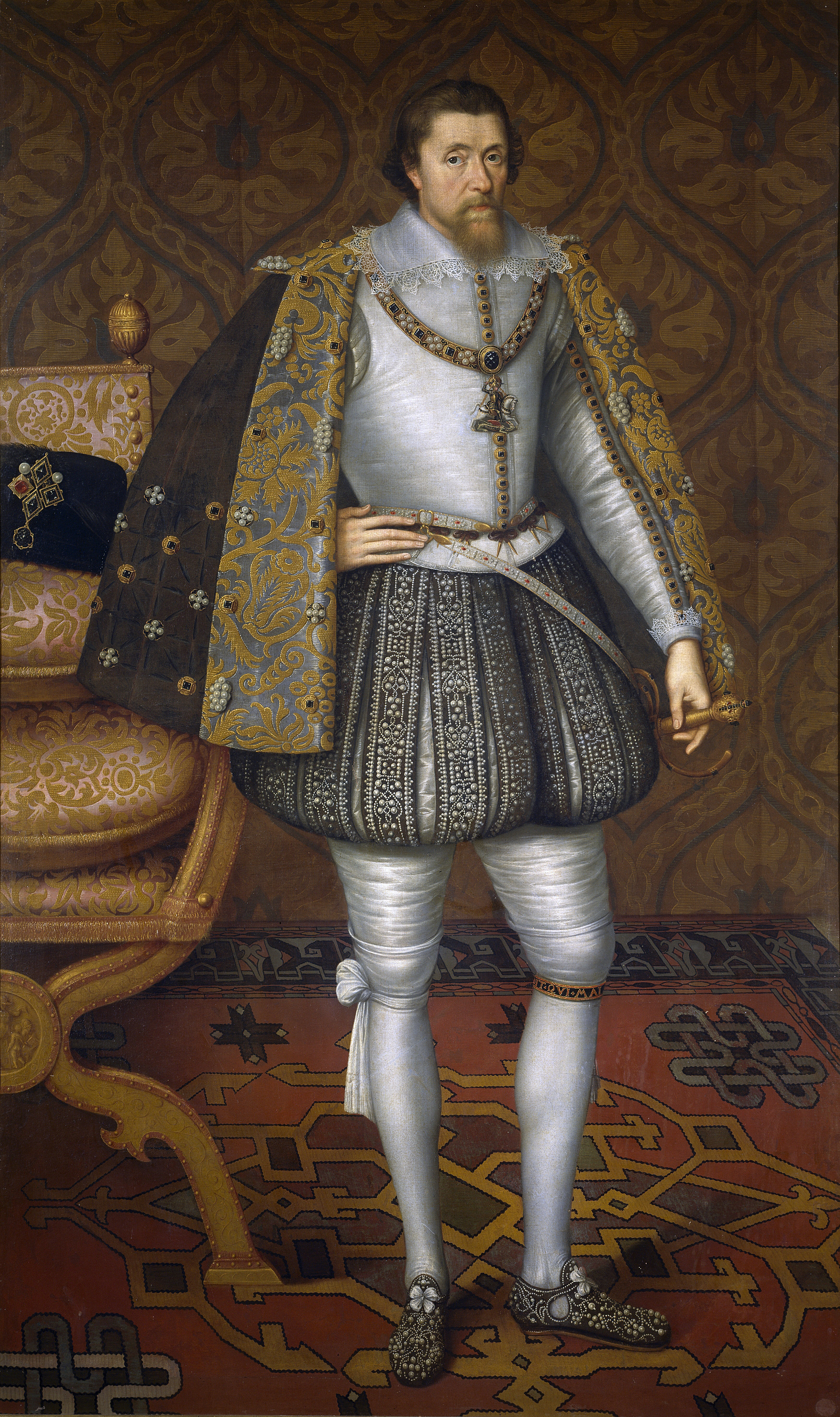
Giacomo I d'Inghilterra di Paul van Somer I, Museo del Prado

Giacomo Moray tornò in Scozia quando fu eletto reggente del nipote Giacomo VI. Come reggente, si impadronì dei gioielli di Maria; inoltre diede ordine di catturare Bothwell e, quando questi fu imprigionato in Danimarca (dove morì), ne chiese l'estradizione.
Successivamente arrivò la notizia della fuga della deposta regina da Locheven, attorno alla quale si radunò un esercito di suoi sostenitori di numero susperiore a quello del re e di Moray. Nei pressi del villaggio di Langside l'esercito di Maria si scontrò con quello di Moray, più ridotto ma al cui capo c'erano comandanti esperti.
La disfatta subita a Langside, indusse Maria a fuggire dalla Scozia, per evitare inoltre i rastrellamenti operati dal fratello. Decise di fuggire in Inghilterra, dove Elisabetta I la fece di nuovo imprigionare.

## Morte
Il governo di Giacomo non portò stabilità alla Scozia, che continuò a essere divisa in fazioni rivali.
Nel gennaio 1570 Giacomo fu assassinato per volere, probabilmente, di una famiglia rivale, gli Hamilton.
Al posto di Moray, fu nominato come reggente il nonno paterno del re Matthew Stuart, conte di Lennox.
La moglie Agnes si risposò con Sir Colin Campbell, conte di Argyl, da cui ebbe altri tre figli.

## Ascendenza
|                               |   |                          | Genitori                        |  |  | Nonni |  |  | Bisnonni              |  |  | Trisnonni            |  |
|                               |   |                          |                                 |  |  |       |  |  | Giacomo III di Scozia |  |  | Giacomo II di Scozia |  |
|                               |   |                          |                                 |  |  |       |  |  | Giacomo III di Scozia |  |  | Giacomo II di Scozia |  |
|                               |   | Maria di Gheldria        |                                 |  |  |       |  |  | Giacomo III di Scozia |  |  |                      |  |
| Giacomo IV di Scozia          |   |                          |                                 |  |  |       |  |  | Giacomo III di Scozia |  |  |                      |  |
|                               |   | Margherita di Danimarca  | Cristiano I di Danimarca        |  |  |       |  |  |                       |  |  |                      |  |
|                               |   | Margherita di Danimarca  | Cristiano I di Danimarca        |  |  |       |  |  |                       |  |  |                      |  |
|                               |   | Margherita di Danimarca  | Dorotea di Brandeburgo-Kulmbach |  |  |       |  |  |                       |  |  |                      |  |
| Giacomo V di Scozia           |   | Margherita di Danimarca  |                                 |  |  |       |  |  |                       |  |  |                      |  |
|                               |   | Enrico VII d'Inghilterra | Edmondo Tudor                   |  |  |       |  |  |                       |  |  |                      |  |
|                               |   | Enrico VII d'Inghilterra | Edmondo Tudor                   |  |  |       |  |  |                       |  |  |                      |  |
|                               |   | Enrico VII d'Inghilterra | Margaret Beaufort               |  |  |       |  |  |                       |  |  |                      |  |
| Margherita Tudor              |   | Enrico VII d'Inghilterra |                                 |  |  |       |  |  |                       |  |  |                      |  |
|                               |   | Elisabetta di York       | Edoardo IV d'Inghilterra        |  |  |       |  |  |                       |  |  |                      |  |
|                               |   | Elisabetta di York       | Edoardo IV d'Inghilterra        |  |  |       |  |  |                       |  |  |                      |  |
|                               |   | Elisabetta di York       | Elisabetta Woodville            |  |  |       |  |  |                       |  |  |                      |  |
| Giacomo Stuart conte di Moray |   | Elisabetta di York       |                                 |  |  |       |  |  |                       |  |  |                      |  |
|                               | … | …                        |                                 |  |  |       |  |  |                       |  |  |                      |  |
|                               | … | …                        |                                 |  |  |       |  |  |                       |  |  |                      |  |
|                               | … | …                        |                                 |  |  |       |  |  |                       |  |  |                      |  |
| John Erskine, V Lord Erskine  | … |                          |                                 |  |  |       |  |  |                       |  |  |                      |  |
|                               |   | …                        | …                               |  |  |       |  |  |                       |  |  |                      |  |
|                               |   | …                        | …                               |  |  |       |  |  |                       |  |  |                      |  |
|                               |   | …                        | …                               |  |  |       |  |  |                       |  |  |                      |  |
| Margaret Erskine              |   | …                        |                                 |  |  |       |  |  |                       |  |  |                      |  |
|                               |   | …                        | …                               |  |  |       |  |  |                       |  |  |                      |  |
|                               |   | …                        | …                               |  |  |       |  |  |                       |  |  |                      |  |
|                               |   | …                        | …                               |  |  |       |  |  |                       |  |  |                      |  |
| Margaret Campbell             |   | …                        |                                 |  |  |       |  |  |                       |  |  |                      |  |
|                               |   | …                        | …                               |  |  |       |  |  |                       |  |  |                      |  |
|                               |   | …                        | …                               |  |  |       |  |  |                       |  |  |                      |  |
|                               |   | …                        | …                               |  |  |       |  |  |                       |  |  |                      |  |
|                               |   | …                        |                                 |  |  |       |  |  |                       |  |  |                      |  |